# Assassinat de Francisco Pizarro
L'assassinat de Francisco Pizarro est survenu le 26 juin 1541 lorsque le conquistador Francisco Pizarro est assassiné par 14 partisans de Diego de Almagro le jeune dans son palais à Lima.

## Contexte
Francisco Pizarro, accompagné de 180 hommes (dont Diego de Almagro) et de 40 chevaux, se sont lancés à la conquête de l'empire inca en 1532.
Depuis la prise de Cuzco, Francisco Pizarro et Diego de Almagro sont en désaccord sur les opérations et le partage des butins. Pizarro fait assassiner Diego de Almagro en 1538 après des affrontements violents. Son fils, Diego de Almagro le jeune, rassemble autour de lui des anciens partisans de son père afin de le venger.

## Assassinat
Le dimanche 26 juin 1541, Pizarro assiste à la messe puis rentre dans son palais à la fin de l'office. Quatorze partisans de Diego de Almagro le jeune prennent alors d'assaut le palais. Seuls Martín de Alcántara, Juan Ortiz de Zárate (es), Don Gomez de Luna, le capitaine Chaves et quatre domestiques accompagnent Pizarro.
Martín de Alcántara et deux domestiques sont tués et Gomez et Ortiz sont blessés. Pizarro, touché à la gorge, tombe et demande la confession. Les partisans d'Almagro lui répondent alors "va te confesser en enfer". Pizarro trace alors sur le sol une croix avec son sang, l'embrasse et s'effondre en criant "Jésus". Son corps est ensuite traîné sur la place d'armes par ses meurtriers avant qu'ils ne s'enfuient.
Ses amis lui donneront une sépulture chrétienne dans l'église des Orangers et ses restes seront ensuite transférés au début du siècle suivant dans la cathédrale de Lima.

## Conséquences
Après l'assassinat, Diego de Almagro le jeune se proclame gouverneur du Pérou. Il est ensuite arrêté et exécuté pour trahison en 1542 par Cristóbal Vaca de Castro, envoyé par le roi d'Espagne Charles Quint.